# Заволока Дмитро Дмитрович
Дмитро Заволока (27 січня 1906, Бориспіль — ? (після 1956 року)) – радянський партієць, свідок Голодомору. Робив партійну кар'єру в Києві. Разом з дружиною Ольгою Петрівною проживали у центрі міста, в будинку по вулиці Пушкінська, 23. 
В часи Голодомору Дмитро Заволока вів щоденник, у якому ділився своїми найпотаємнішими думками і ваганнями, іноді – відверто «крамольними». У 1935 році заарештований енкаведистами і засуджений на 10 років, головним доказом обвинувачення стали його щоденники.
«Кожний день, читаючи газети, повідомлення про стан працюючих за кордоном, в капіталістичних країнах, про їх надзвичайне тяжке матеріальне становище, про тяжкі злидні їх щоденного життя, про голод, я мимоволі думками повертаюся до становища в нашій країні. Де щоденно своїми очима бачу, своїми очима чую теж саме, що і в капіталістичних країнах, а в окремих випадках ще і гірше (людоїдство) о жах. Від одного лише порівнення жах мене охоплює...».